# Trichogramma lachesis
Trichogramma lachesis är en stekelart som beskrevs av Pinto 1992. Trichogramma lachesis ingår i släktet Trichogramma och familjen hårstrimsteklar. Inga underarter finns listade i Catalogue of Life.